# 中村麻衣 (陸上選手)
中村 麻衣（なかむら まい、1993年12月9日- ）＜旧姓：荘司＞は、日本の元陸上競技選手。長距離走。中京大学卒業。愛知県瀬戸市出身。
2020年にデンソーからユニクロに移籍した。結婚を機に2022年秋から現姓で出場していた。2024年3月10日に行われた名古屋シティハーフマラソンをもって引退。

## 主な記録
| 年     | 大会                     | 種目   | 順位     | 備考           |
| ------ | ------------------------ | ------ | -------- | -------------- |
| 2012年 | 全日本大学女子駅伝       | 1区    | 区間賞   | 中京大19位     |
| 2013年 | 夏季ユニバーシアード     | 10000m | 4位      |                |
|        | 夏季ユニバーシアード     | 5000m  | 銅メダル |                |
|        | 日本インカレ             | 5000m  | 7位      |                |
|        | 富士山女子駅伝           | 1区    | 区間3位  | 西日本選抜10位 |
| 2014年 | 日本インカレ             | 5000m  | 6位      |                |
| 2015年 | 福岡クロスカントリー     | シニア | 優勝     |                |
|        | 世界クロスカントリー     | シニア | 39位     | 日本団体9位    |
|        | 富士山女子駅伝           | 4区    | 区間2位  | 西日本選抜10位 |
| 2016年 | 都道府県対抗女子駅伝     | 1区    | 区間20位 | 愛知県優勝     |
| 2018年 | 都道府県対抗女子駅伝     | 1区    | 区間8位  | 三重県28位     |
|        | 全日本実業団陸上選手権   | 5000m  | 13位     |                |
|        | 全日本実業団対抗女子駅伝 | 1区    | 区間2位  | デンソー8位    |
| 2019年 | 都道府県対抗女子駅伝     | 1区    | 区間9位  | 愛知県優勝     |